# Parafia Nawiedzenia Najświętszej Maryi Panny w Zdziarzcu
Parafia Nawiedzenia Najświętszej Maryi Panny w Zdziarzcu – parafia rzymskokatolicka, znajdująca się w diecezji tarnowskiej, w dekanacie Radomyśl Wielki. 
Murowany kościół parafialny powstał w 1872 r. Konsekracji dokonał w 1886 r. biskup Ignacy Łobos.